# فرانكلين (مقاطعة جاكسون)
فرانكلين، مقاطعة جاكسون (بالإنجليزية: Franklin, Jackson County, Wisconsin)‏ هي بلدة تقع بولاية ويسكونسن في الولايات المتحدة. تبلغ مساحتها 94.8 (كم²)، وترتفع عن سطح البحر 341 م، بلغ عدد سكانها 325 نسمة في عام 2000 حسب إحصاء مكتب تعداد الولايات المتحدة وتصل الكثافة السكانية فيها 3.4 نسمة/كم2.

## وصلات خارجية
- The US50 - Cities and Towns in Wisconsin State
- Wisconsin Cities and Towns, Facts, Map, Flag, Colleges, Government, and More